# Carnaval de Limoux
 (juillet 2010).
Si vous disposez d'ouvrages ou d'articles de référence ou si vous connaissez des sites web de qualité traitant du thème abordé ici, merci de compléter l'article en donnant les références utiles à sa vérifiabilité et en les liant à la section « Notes et références ».
Le Carnaval de Limoux a lieu dans la ville de Limoux dans le département de l'Aude en France. Il dure trois mois, et peut se dérouler du mois de décembre jusqu'au mois d'avril, la période du carnaval devant se trouver entre Noël et la Semaine Sainte. Chaque fin de semaine, trois bandes dansent au rythme de la musique traditionnelle de Limoux, sous les arcades médiévales, autour de la Place de la République. Le carnaval de Limoux est considéré comme étant le plus long du monde.
Le carnaval dure en moyenne 4 mois[pas clair].
En 2012, le Carnaval de Limoux est inscrit à l'Inventaire du patrimoine culturel immatériel français.

## Historique
Selon une tradition qui remonte au XIVe siècle, les meuniers célébraient la remise de leurs redevances au monastère de Prouille le jour du Mardi gras. Accompagnés par des ménétriers, ils parcouraient la ville en lançant des dragées et de la farine.
Depuis 1604, le carnaval est célébré à Limoux. Il se célébrait en costume de meunier avec un fouet et une besace de farine. Les personnes masquées parcouraient la ville en faisant claquer leur fouet jetant de la farine et des dragées. Ils dansaient des farandoles et jouaient du hautbois et des tambours.
La légende veut que la manière de danser le Carnaval de Limoux viennent de la gestuelle du vigneron qui, pressant sa récolte à pied pour en récupérer le jus, lève les bras et soulève ses pieds l'un après l'autre. 

## Déroulement
Ce carnaval se caractérise par une danse rythmée, accompagnée par une quinzaine de musiciens jouant des airs typiquement limouxins, allant d'un café à l'autre, précédés du groupe qui assure la journée. Les danseurs commencent par une valse au coin de la place puis évoluent religieusement en levant la carabène et en jetant des confettis sur les têtes des badauds.

### La sortie
Les bandes et goudils se côtoient sans se mêler sous les arcades médiévales de la place de la République de la ville de Limoux. Cette place est bordée de 5 cafés. Les bandes sortent d'un café pour aller dans l'autre. Une sortie représente trois tours de place par une seule bande.
Trois sorties sont organisées chaque samedi et dimanche:
- la sortie de 11 heures est consacrée à un thème pris dans l'actualité locale, nationale, voire internationale et tourné en dérision ;
- la sortie de 17 heures se fait sur des airs moins rapides et dans un costume choisi par l'ensemble de la bande, ou le pierrot limouxin ;
- La sortie de 22 heures est la plus solennelle car elle se déroule à la lueur des entorches et  les  airs joués, plus lents, participent à cette atmosphère si étrange et pourtant familière.

### La fin du carnaval
La fin du carnaval se déroule durant la nuit de la blanquette de Limoux avec  le jour du jugement de Sa Majesté Carnaval, jugement en occitan qui aboutira à son incinération. À cette occasion, la chanson Adiu paure Carnaval est reprise par les Fécos et le public.

## Les bandes

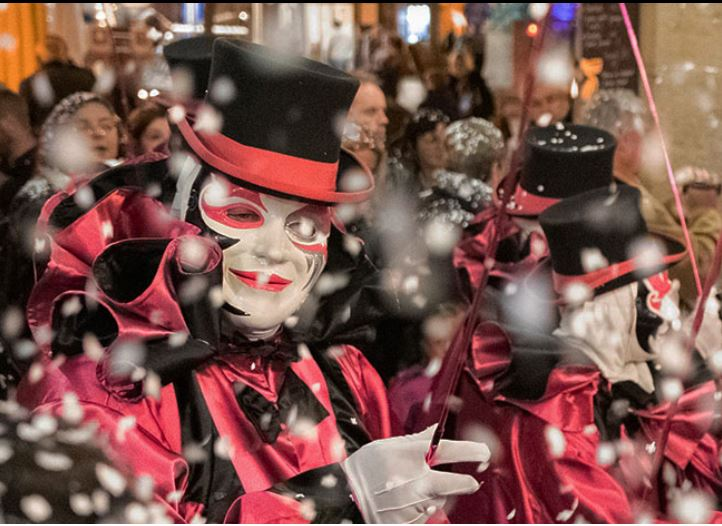
Bande Las Coudenos

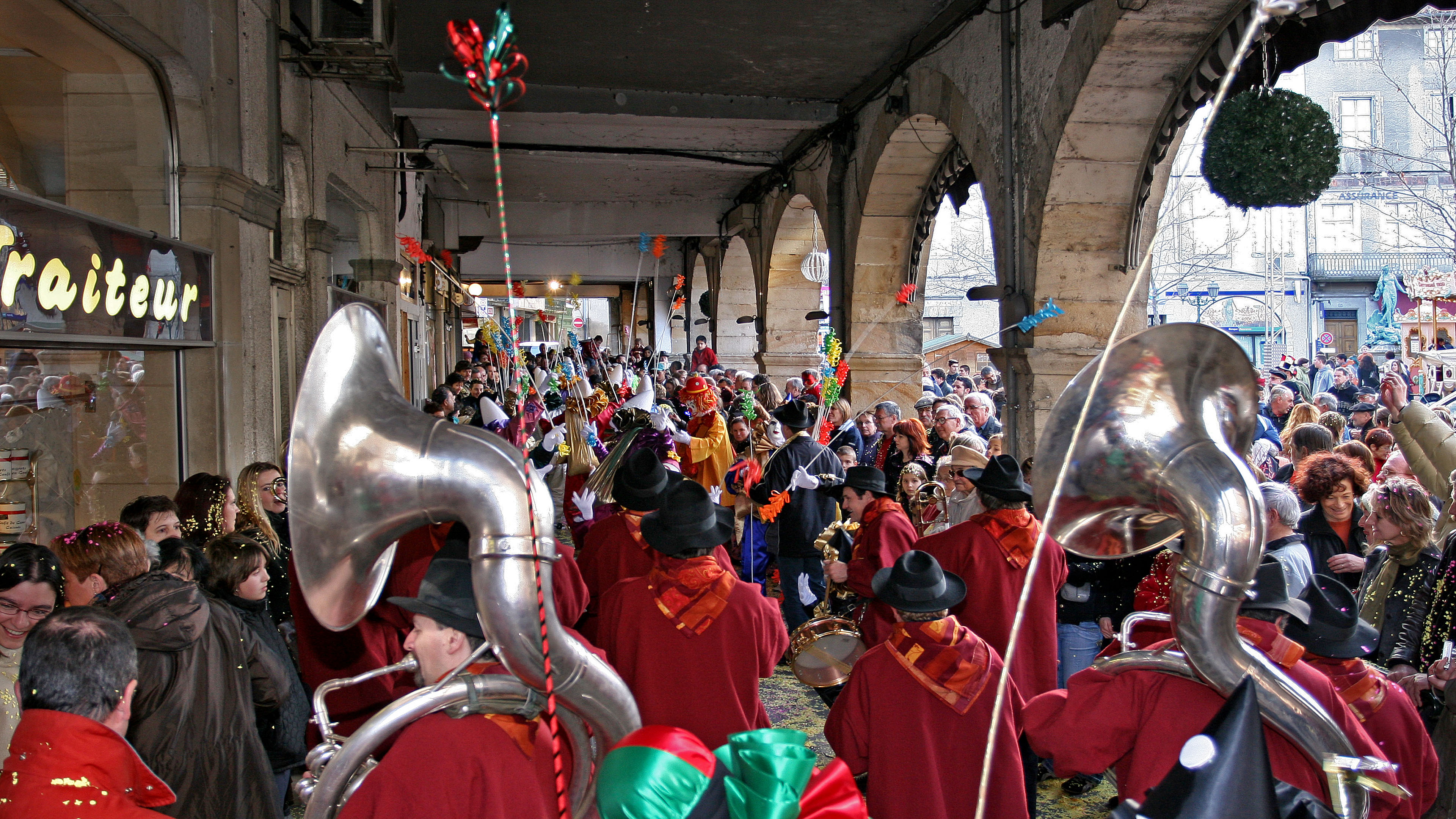

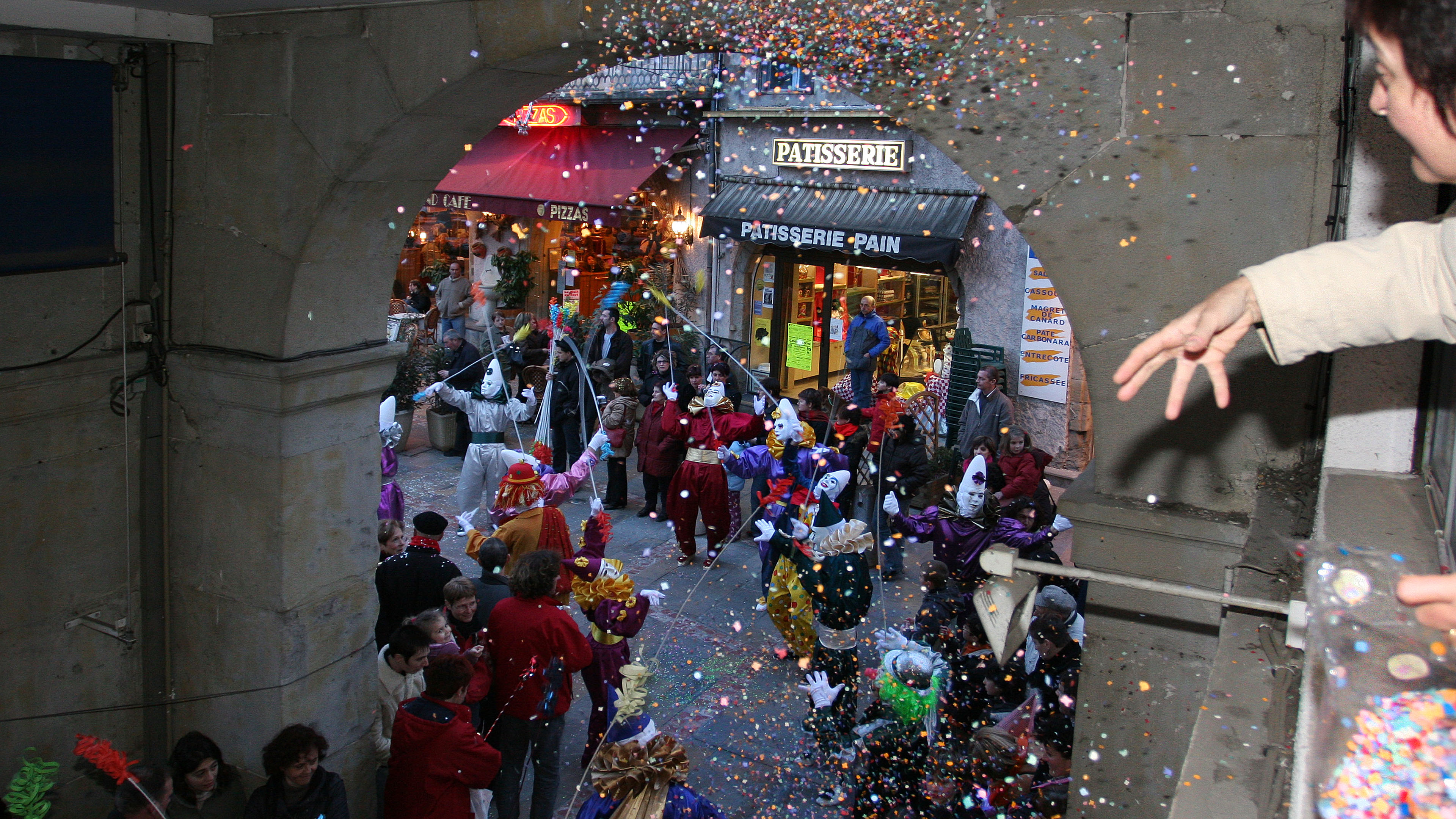

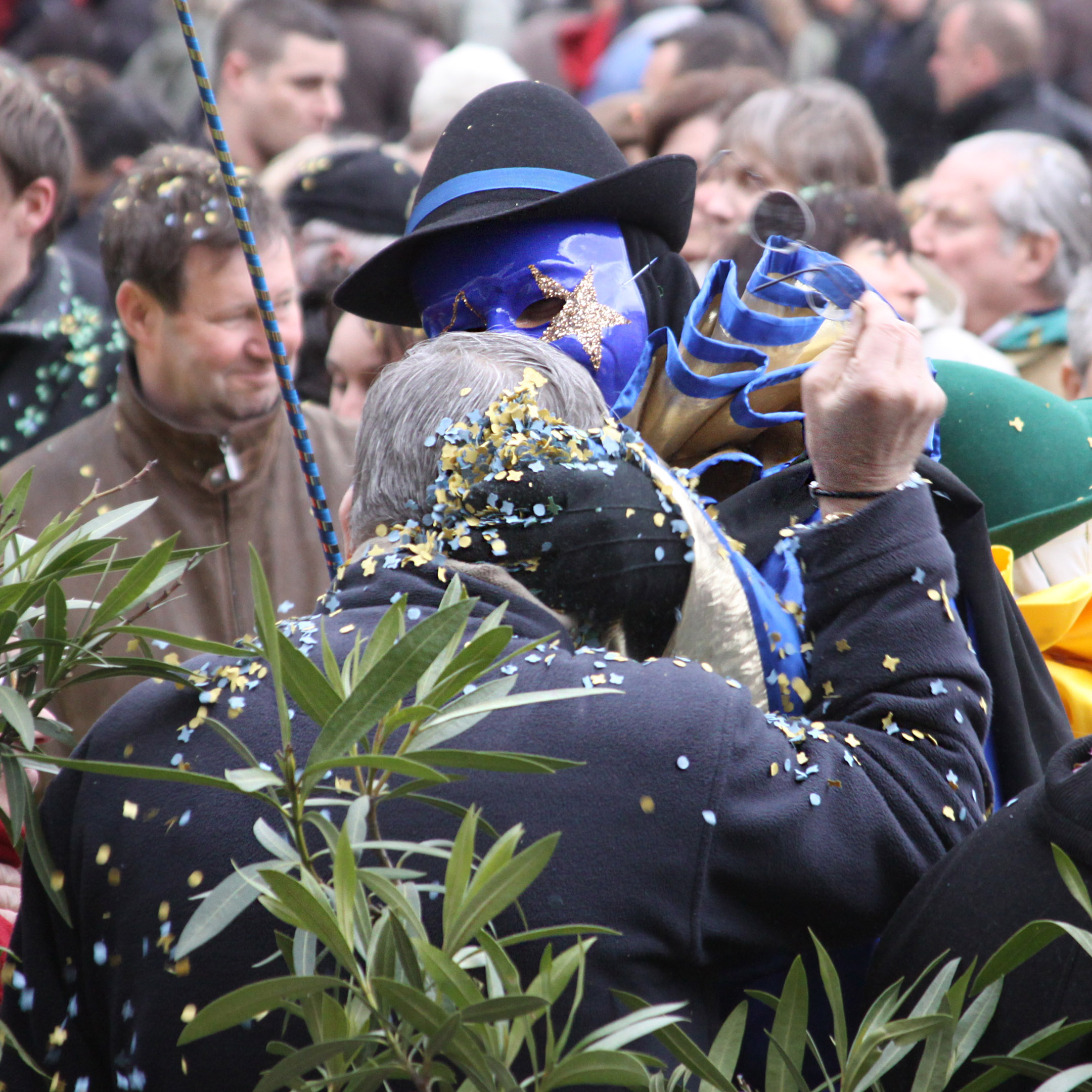

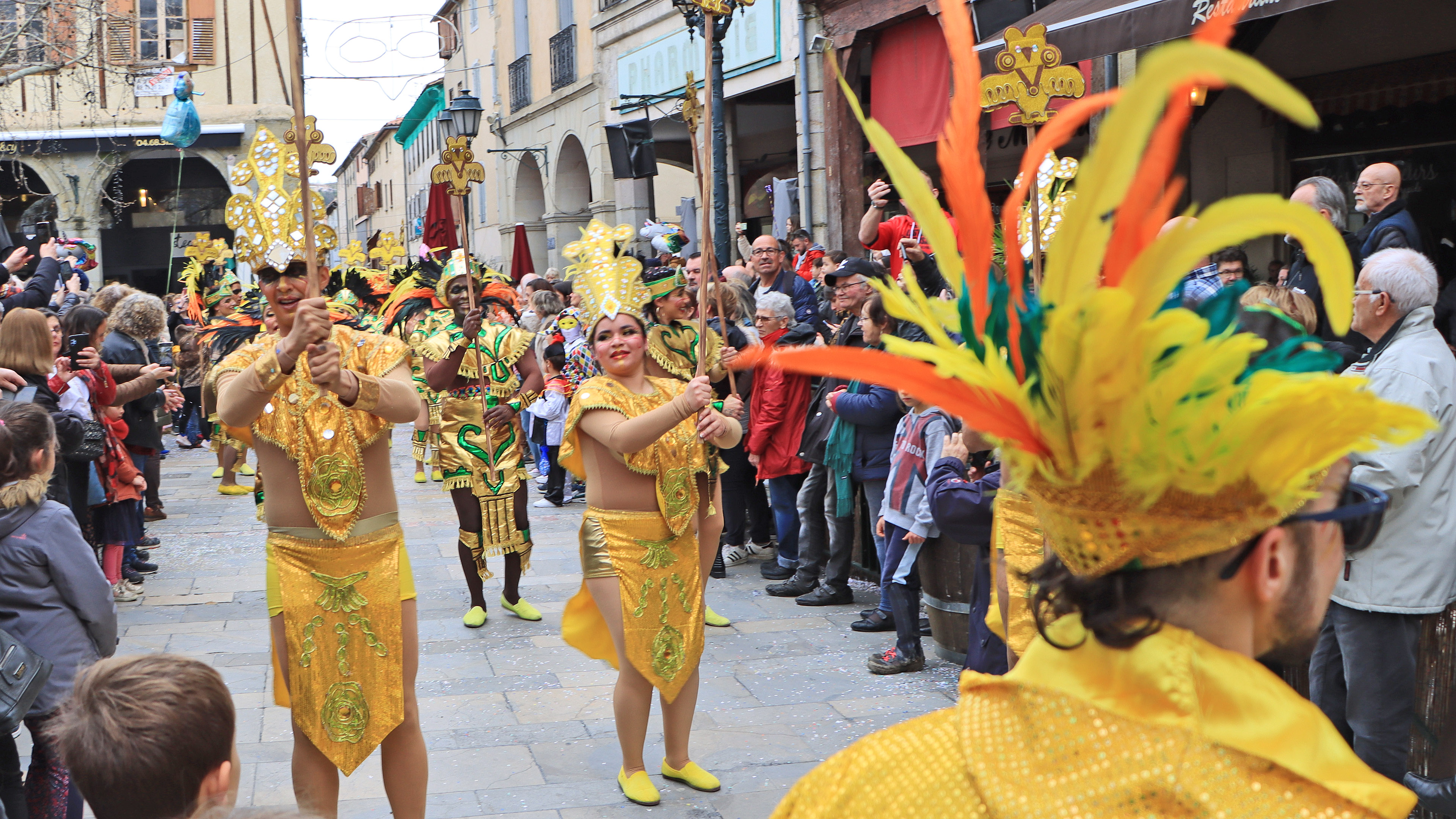
Carnaval du Monde 2024

7 Une vingtaine de bandes anime à tour de rôle le carnaval. Les bandes sont composées d'une vingtaine de personnes, venues d'horizons différents : elles peuvent représenter un quartier de la ville, un lieu précis autodistribué, une corporation, une déclaration d'état ou d'intention. Les règles de recrutement à l'intérieur d'une bande sont intransigeantes : proposés par affinité, les futurs membres doivent être acceptés à l'unanimité. Elle se prépare longtemps à l'avance à l'arrière des cafés de la ville. Des règles fixées par le comité du carnaval fédèrent et règlent le ballet du carnaval.
Les bandes portent toutes des noms propres à leur quartier ou leur particularité :
- Les Aïssables
- Les Anciens

- L'Aragou

- Les Arcadiens

- Les Blanquetiers

- Les Brounzinaïres , bande créée en 1998 par un groupe d'amis ils sont en ce moment au nombre de 21 .Elle est composée d'homme , de femme et d'enfant .

- Los Copin's, bande créée en 2004, fut la première bande "Hors Comité" à sortir en doublon un Dimanche sur la place, c'était avec la Bande des Arcadiens.
- Las Coudenos est une des bandes qui s’expriment sur la place de la République les samedis, durant la période du Carnaval de Limoux, lequel s’étale sur 3 mois d’hiver c'est le plus long du monde. Les « fuchsia et noir », au nombre de 15 le matin à 11 heures, lors de leur sortie thématique, s’enrichissent de leurs « accompagnants » pour atteindre 25 participants, au cours de leurs prestations de 17 et 22 heures.
- Les Drôles, bande mixte, créée en 2006.
- Los Encantados créée en avril 1994 par Ricaut Sandrine, cette bande est composée de 15 membres dont les membres fondateurs sont ceux de la première année de création. Le Pierrot est à l'image de son nom majestueux et enchanté : bonnet long à clochette, grandes manches à la tunique pour donner plus d'ampleur aux gestes. La valeur essentielle à cette bande de carnavaliers est et doit être le respect de la tradition, le partage et l'amitié.
- Les Estabousits, sortis du café des Arcades (chez Durand pour les connaisseurs) ; les couleurs des pierrots sont le bleu et le blanc, et le chapeau est un tricorne bleu. La bande possède des carabines en fibres de verre.
- Las Femnos, bande composée uniquement de femmes
- Les Jouves a été fondée en 1966. Cinq membres fondateurs en sont à l'origine. Ce groupe avoisine les 16 personnes aujourd'hui. Ils se démarquent des autres bandes notamment en sortant leur thème de 11 heures, également à 17 h, et à date fixe la veille du dernier jour de carnaval. Leur siège se situe au café Al Limos (ancien café du Progrès).
- Les Taps, bande fondée en 2005, composée uniquement d'enfants

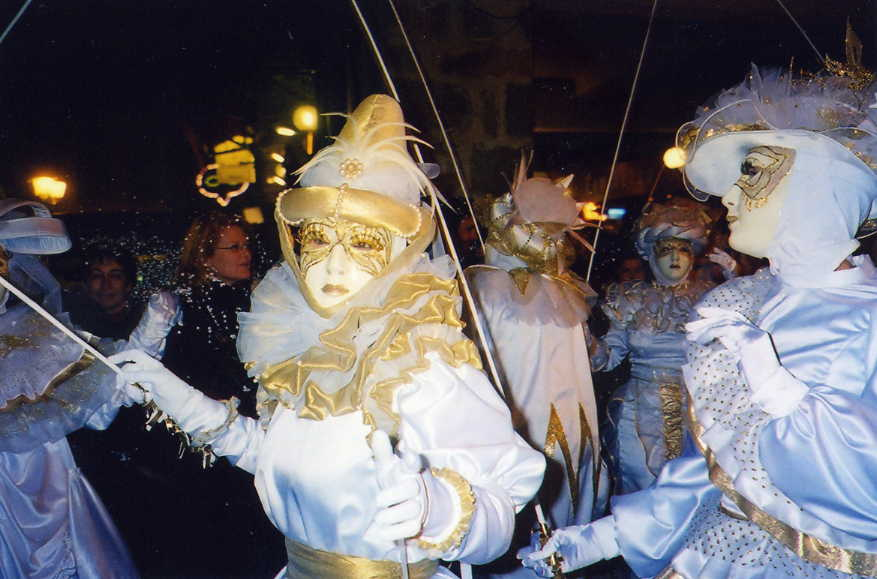
Las Femnos

- Les Limouxins, bande fondée en 1989. Les membres de cette bande ont pour caractéristique d'arborer un masque dont le nez est démesurément long et en forme de bec d'oiseau (masque de style vénitien du « Médecin de la peste ») et un costume en forme de longue « robe fantôme ». Cette bande sort Carnaval en doublon avec la Bande des Jouves, à date fixe, la veille de « La Nuit de la Blanquette » qui est le dernier jour de carnaval. Siège de la Bande des Limouxins : Café du Commerce - Place de la République - Limoux
- Les Maïnatches
- Montecristo
- Le Paradou, couleur du pierrot noir et blanc, côtés inversés, chapeaux pointus noirs avec motif de rond blancs, masque souriant, simple forme de losange autour des yeux. Ils sortent uniquement le dimanche. Siège : café Le Bar Jo, place de la république, Limoux.
- Les Pebradous
- Las Piotas
- Les Pitchouns
- Les Poupinettes, bande créée en 2008, composée uniquement de femmes.
- Le Pont-Vieux, créée en 1951, c'est l'une des deux plus anciennes bandes limouxines à l'effectif le plus important, mixte, et comprenant des enfants. Costume permanent noir à bandes rouges, bonnet noir, collerette et besace blanche, Loup Rouge l'après-midi et Blanc le soir. C'est le costume original des Fécos de Limoux.
- Les Rambaïurs, bande mixte fondée en 2007 par un groupe d'ami(e)s. Certains de ses fondateurs sont encore des membres actifs. Sa première sortie fut réalisée en 2009 sur une thématique "agence bancaire". Son siège se situe au café Al Limos près de la porte de la Trinité (réaménagée et élargie entre 1775 et 1778). qui s'ouvre sur le cœur de ville en empruntant la rue Jean Jaurès. Parcours de la bande, accompagnée des musiciens, pour rejoindre la place de la République le jour de la sortie. Les membres de la bande portent un costume blanc et bleu, réhaussé par un chapeau cloche bleu. Ils partagent la sortie du samedi avec la bande des Brounzinaïres et s'attachent à présenter un thème très proche de l'actualité qu'elle soit locale, régionale ou nationale. L'essentiel réside à mettre le focus sur un fait et de le tourner en dérision.
- Les Remenils, bande mixte, fondée en 1996, qui a pour particularité d'arborer un masque rieur avec le traditionnel chapeau de diplômé. Ils partagent leur sortie avec Les Infialurs d'Achille et ont comme siège le BarJo.
- Le Tivoli
- Les Sieurs d'Arques, sortant dans les couleurs traditionnelles de Limoux (Vert et Jaune). C'est la bande carnaval qui boit le plus de Blanquette de tout carnaval.
- Les Infialurs d'Achille, fondée en 1993 ; siège : Café de la Terrasse.

## La musique
La musique est centrale dans le Carnaval de Limoux : 
Le patrimoine musical du Carnaval de Limoux est riche de plus d’une centaine de morceaux. L’essentiel du répertoire (à 3 temps) est l’œuvre de compositeurs locaux mais bon nombre de mélodies sont adaptées d’opérettes (« Fra Diavolo » Les Deux Aveugles, « La Belle Hélène » ; « Les Lanciers »), et ce par l'organiste de la collégiale St Martin de Limoux, vers la fin du XIXème qui voulut ainsi intégrer les airs en vogue à ce répertoire.. D'autres airs sont largement connus (carreau cassé par ex.). Traditionnellement, la première sortie de l'année se fait sur l'air : Carnaval es arribat. Cette richesse musicale est transmise au fil du temps par les différentes générations de carnavaliers et de musiciens. Ainsi la tradition limouxine est perpétuée.
Quatre Groupes de musiciens assurent aujourd’hui le carnaval :  
> Les Blanquetaïres  
> La Bande à Dédé  
> Les Hauts de l’Aude
Un Groupe est traditionnellement composé de : 
> 1 Caisse-claire et 1 Grosse Caisse pour le rythme 
> 2 Soubassophones et 2 Trombones pour la structure 
> Trompettes, Clarinettes pour la mélodie

## Les goudils
Contrairement aux bandes, les goudils sont des personnes masquées qui suivent la bande derrière les musiciens. Ils ne peuvent pas se mélanger avec la bande. Il n'existe pas de règle pour les costumes, tous les déguisements sont autorisés. La plupart portent des masques burlesques et fantaisistes.